# Liste der Mitglieder der Deutschen Akademie der Naturforscher Leopoldina/1673
Die Liste der Mitglieder der Deutschen Akademie der Naturforscher Leopoldina für 1673 enthält alle Personen, die im Jahr 1673 zum Mitglied ernannt wurden. Insgesamt gab es drei neu gewählte Mitglieder.

## Mitglieder
| Nr. | Name                         | Beiname   | Geboren       | Aufnahme | Gestorben     | Bild |
| --- | ---------------------------- | --------- | ------------- | -------- | ------------- | ---- |
| 48  | Gottfried Schubart           |           | 30. Juni 1634 | 15. Aug. | 14. Okt. 1691 |      |
| 49  | Gottfried Christian Winckler |           | 19. Sep. 1635 | 15. Aug. | 4. Juli 1684  |      |
| 50  | Christian Adolph Balduin     | Hermes I. | 29. Juni 1632 | 7. Mai   | Dez. 1682     |      |